# Забивальщик (Marvel Comics)
Забивальщик (англ. Piledriver) — суперзлодей американских комиксов издательства Marvel Comics, созданный сценаристом Леном Уэйном и художником Сэл Бьюсемой, который впервые появился в комиксе The Defenders #17 (ноябрь, 1974). 
В тюрьме Брайан Филип Калуски (англ. Brian Philip Calusky) познакомился с Громобоем и Бульдозером, а также с Крушителем, который поделился с ними своей силой с помощью зачарованного лома, после чего все четверо сформировали команду Крушители, одну из старейших команд суперзлодеев. В отличие от своих товарищей, Забивальщик не обладает зачарованным оружем и полагается в бою на свои сильные руки. В дальнейшем стали наёмниками и противостояли таким супергероям, как Халк, Мстители, Защитники, Люди Икс, Человек-паук, Фантастическая четвёрка и отряд Омега. Также Крушители оказывали содействие таким командам суперзлодеев, как Громовержцы и Повелители Зла.
С момента своего первого появления в комиксах персонаж фигурировал в других медиа по мотивам продукции Marvel Comics, включая мультсериалы и видеоигры.

## Вне комиксов

### Телевидение
- Впервые на телевидении Забивальщик появляется в мультсериале «Супергеройский отряд» (2009) в эпизоде «Сверхлюдям свойственно ошибаться!», где его озвучил Трэвис Уиллингхэм[10].
- Нолан Норт озвучил Забивальщика в мультсериале «Мстители: Величайшие герои Земли» (2010)[10].
- В мультсериале «Великий Человек-паук» (2012) Забивальщика озвучил Кэм Кларк[10].
- Кларк вновь озвучил Забивальщика в мультсериале «Мстители, общий сбор!» (2013)[10].
- В мультсериале «Халк и агенты У.Д.А.Р.» (2013) Забивальщика озвучил Джонатан Адамс[10].
- В аниме «Мстители: Дисковые войны» (2014) Забивальщика озвучил Дайсукэ Кирии[10].

#### Кинематографическая вселенная Marvel
Забивальщик появляется в сериале «Женщина-Халк: Адвокат» (2022), действие которого разворачивается в рамках «Кинематографической вселенной Marvel». Помимо членства в Крушителях он также состоит в рядах Интеллигенции. В отличие от комиксов здесь Забивальщик использует асгардские перчатки. По словам режиссёра Кэт Койро, в сцене нападения на Дженнифер «исполняется желание любой женщины на свете», когда героиня даёт отпор напавшим на неё преступникам в тёмном переулке. 

### Видеоигры
- В игре Marvel: Ultimate Alliance (2006) Забивальщик и другие члены его команды сражаются с протагонистами на одном из уровней. В игре его озвучил Майкл Гоф[10].
- Забивальщик — один из боссов игры Marvel Avengers Alliance (2012) для Facebook.